# Хаєцький Роман Олександрович
Хає́цький Рома́н Олекса́ндрович (нар. 29 січня 1981) — український шахіст і шаховий тренер, Заслужений тренер України (2011), міжнародний майстер, майстер спорту України.

## Біографія
Народився 29 січня 1981 року в місті Миколаєві в учительській родині. Грати в шахи навчив дідусь. У 5-річному віці почав брати участь у змаганнях. Перший тренер — Цицилін Юрій Віталійович.
У 1998 році Роман Хаєцький закінчив Миколаївський муніципальний колегіум при Києво-Могилянській академії. У 2002 році з відзнакою закінчив відділення Львівського державного інституту фізичної культури. З 2007 року навчається на заочному відділенні в аспірантурі Київського національного університету фізичної культури і спорту (науковий керівник — академік В. М. Платонов).
З 2002 року працює старшим тренером Миколаївської ДЮСШ з шахів.

## Досягнення
За роки тренерської діяльності підготував багато чемпіонів і призерів першості України і Європи.
У 2008 році на Чемпіонаті Європи з шахів учні Романа Хаєцького завоювали 8 медалей (2 — золоті, 4 — срібні, 2 — бронзові).
Учень Олександр Бортник — чемпіон світу серед юнаків до 18 років (2014, Дурбан, ПАР).

## Твори
- Хаецкий Р. А., Мучник Л. Л. «Этюды». — Миколаїв, 2008.
- Хаецкий Р.А, Мучник Л. Л. «Этюды». — Москва, 2008. [Архівовано 23 жовтня 2014 у Wayback Machine.]